# Капелла (звезда)
Капе́лла (α Aur / α Возничего / Альфа Возничего) — самая яркая звезда в созвездии Возничего, шестая по яркости звезда на небосклоне и третья по яркости на небе Северного полушария.
Капелла (лат. Capella — Козочка), также Капра (лат. Capra — коза), Аль Хайот (араб. العيوق‎ — коза) — жёлтый гигант. В рисунке созвездия Капелла расположена на плече Возничего. На картах неба часто на этом плече у Возничего рисовали козочку. Она ближе к северному полюсу мира, чем любая другая звезда первой величины (Полярная звезда — только второй величины) и вследствие этого играет важную роль во многих мифологических сказаниях. Капелла упоминается в табличке, датируемой 2000 до н. э. На 46-й параллели северной широты Капелла проходит точно через зенит.

## Физические характеристики
С астрономической точки зрения Капелла интересна тем, что это спектрально-двойная звезда. Две звезды-гиганта спектрального класса G, светимостью около 77 и 78 солнечных, удалены друг от друга на 100 млн км (2/3 расстояния от Земли до Солнца) и вращаются с периодом 104 дня. Первый и более тусклый компонент — Капелла Aa уже проэволюционировал с главной последовательности и находится на стадии красного гиганта, в недрах звезды уже начались процессы горения гелия. Второй и более яркий компонент — Капелла Ab тоже покинул главную последовательность и находится на так называемом «пробеле Герцшпрунга» — переходной стадии эволюции звёзд, при которой термоядерный синтез гелия из водорода в ядре уже закончился, но горение гелия ещё не началось. Капелла — источник гамма-излучения, возможно, из-за магнитной активности на поверхности одного из компонентов.
Массы звёзд приблизительно одинаковы и составляют 2,5 массы Солнца у каждой звезды. В перспективе вследствие расширения до красного гиганта оболочки звёзд расширятся и, вполне вероятно, соприкоснутся.
Центральные звёзды имеют также слабый спутник, который, в свою очередь, сам является двойной звездой, состоящей из двух звёзд класса M — красных карликов, обращающихся вокруг основной пары по орбите радиусом примерно в один световой год.
Капелла была ярчайшей звездой неба в период с 210 000 до 160 000 года до н. э. До этого роль самой яркой звезды неба играл Альдебаран, а после — Канопус. Максимального блеска (−0,8m) Капелла достигла 240 000 лет назад, когда расстояние от Земли до звезды было 28 световых лет.

## В мифологии
Название Капелла в переводе с латыни означает «козочка», поскольку в древнегреческой мифологии звезда символизировала козу Амалфею, вскормившую Зевса. Рог этой козы, после того, как был случайно сломан Зевсом, превратился в рог изобилия, который может наполняться всем, чем только пожелает его хозяин. В английской литературе звезда часто упоминается как «пастушья».
В индийской мифологии Капелла рассматривалась как сердце Брахмы («Брахма Хридайа»).
В астрологии Капелла служит предвестником гражданских и военных почестей и богатства. Корнелиус Агриппа причислял её символ к каббалистическим.

### Другие названия
- Аккад.: Дил-ган И-ку («Посланник света»), Дил-ган Бабилл («Покровитель Вавилона»)
- Араб.: Альхайот («Коза»)
- Латынь: Амалфея, Хиркус («Коза»)